# Toxorhina nigropolita
Toxorhina nigropolita är en tvåvingeart som beskrevs av Alexander 1956. Toxorhina nigropolita ingår i släktet Toxorhina och familjen småharkrankar. Inga underarter finns listade i Catalogue of Life.